# Alexander Francis Chamberlain
Pour les articles homonymes, voir Chamberlain.
Alexander Francis Chamberlain (1865–1914) est un anthropologue canadien, né en Angleterre. 

## Biographie
Alexander Francis Chamberlain est né à Kenninghall, comté de Norfolk en 1865, mais sa famille émigra très vite aux États Unis, puis au Canada. Après ses études, il fut professeur à l'Université de Toronto. Il rencontra des Amérindiens, appris leurs langues et commença à publier des articles à leur sujet. Ces articles furent remarqués par la Clark University de Worcester, Massachusetts, qui le nomma à la chaire d'Anthropologie en 1892.
Sous la direction de Franz Boas, il a reçu le premier doctorat délivré en anthropologie aux États-Unis, à la Clark University. Après avoir obtenu son diplôme, il a enseigné à Clark, avant de devenir professeur titulaire en 1911. Sous les auspices de la British Science Association, son domaine de spécialité était les Indiens Kootenays de Colombie-Britannique.
Il était bien connu en anthropologie pour son travail bibliographique, compilant les listes de nouveaux livres et articles parus dans les premiers numéros de l'American Anthropologist (en) et plus tard du Journal of American Folklore. 
Il a été rédacteur en chef du Journal of American Folklore entre 1901-1908.
Il meurt le 8 avril 1914.

## Publications
- (en) The child and childhood in folk-thought (The child in primitive culture), MacMillan, 1896 [lire en ligne]
- (en) « The Indians who formerly inhabited or visited the site of Toronto », The natural history of the Toronto region, Ontario, Canada, 1913, p. 44-50 [lire en ligne]
- (en) Kutenai Tales, Franz Boas, Alexander Francis Chamberlain, 1918 [lire en ligne]
- (en) The Child: A Study in the Evolution of Man, Scribner's sons, 1902 [lire en ligne]
- (en) The Language of the Mississaga Indians of Skūgog: A Contribution to the Linguistics of the Algonkian tribes of Canada, MacCalla & Co., 1892 [lire en ligne]
- (en) Modern Languages and Classics in America and Europe Since 1880, Toronto, 1891 [lire en ligne]
- (en) « Primitive Woman as Poet », The Journal of American Folklore, vol. 16, n° 63, 1903, p. 205–221 [lire en ligne]
- « The Japanese Race », The Journal of race development, octobre 1912, p. 167-187 [lire en ligne]
- (en) Poems, R. G. Badger, 1904

## Sur Alexander Francis Chamberlain
- « Over one hundred years ago, Alexander Francis Chamberlain argued in a remarkable work entiteld The Child: A Study in the Evolution of Man (1900) that the evolution of the culture has made it possible for humans to tap into child's play as the source of ever progressive activity. The book reads as a Who's Who of philosophers, scientists and educators observing that the purpose of prolonged immaturity is to allow the child ample and sufficient scope to play, that is to experiment, to learn and to discover[5]. »[note 1]